# Cla Famos
Cla Reto Famos (Lucerna, 1966) è un giurista, dirigente pubblico e politico svizzero, managing director del Jacobs Center for Productive Youth Development dell'Università die Zurigo, membro del PLR.I Liberali Radicali e docente alla Facoltà di Teologia dell’Università di Zurigo.

## Biografia
Famos nasce a Lucerna da padre engadinese e madre lucernese, entrambi attivi nel settore edile. Nel 1987, dopo la maturità a Lucerna, intraprende i suoi studi presso la Facoltà evangelica dell’Università di Berna e presso il Union Theological Seminary a Richmond, Virginia, che porta a termine nel 1993 con il vicariato e l’ordinamento. Famos conclude i suoi studi all’Università di san Gallo, specializzandosi in giurisprudenza (1995) e conseguendo il titolo di Dr. iur.. Dopo alcuni anni di pratica come Oberassistent alla Facoltà teologica dell’Università di Zurigo, ottiene l’abilitazione nel 2005, ed esercita in seguito la carica di Professore titolare all’Università di Berna, Lucerna e Zurigo. Nel lavoro di ricerca Cla Famos si occupa, fra gli altri temi, di teologia pratica, assistenza spirituale, cibernetica, diritto pubblico religioso, diritto della Chiesa Evangelica ed etica. Dal 1995 al 2000, riveste la carica con la moglie di parroco della comunità di Uster, cittadina in cui vive da quando riveste la carica di Direttore della Fondazione Svizzera degli Studi nel 2005.

## Carriera politica
Famos è membro del consiglio d’amministrazione di diverse Associazioni, fra cui il Gewerbeverband, la Kulturgemeinschaft, il Verein sozialdiakonischer Wohn- und Lebensformen, e il Verein Zivilgesellschaft. È inoltre presidente della Commissione servizi pubblici e sicurezza, membro della Commissione diritti civili (2007-2010) e del consiglio comunale (2007-2014) in seno al PLR. Dal 2014 è membro responsabile delle finanze del consiglio comunale di Uster.

## Opere
Famos ha pubblicato opere intorno a vari argomenti, fra cui la teologia pratica e il diritto canonico protestante:
- Cla Reto Famos/René Pahud de Mortanges/Burim Ramaj, Konfessionelle Grabfelder auf öffentlichen Friedhöfen. Historische Entwicklungen und aktuelle Rechtslage, Freiburger Veröffentlichungen zum Religionsrecht (FVRR) Bd. 34, Schulthess, Zürich 2016.
- Cla Reto Famos/Ralph Kunz (Ed.), Kirche und Marketing. Beiträge zu einer Verhältnisbestimmung, TVZ, Zürich 2006.
- Cla Reto Famos, Kirche zwischen Auftrag und Bedürfnis. Ein Beitrag zur ökonomischen Reflexionsperspektive in der Praktischen Theologie, Lit-Verlag, Münster 2005.
- Ingolf U. Dalferth/Cla Reto Famos (Ed.), Das Recht der Kirche, TVZ 2004.
- Sandro Cattacin/Cla Reto Famos/Michael Duttwiler/Hans Mahnig, Staat und Religion in der Schweiz – Annerkennungskämpfe, Anerkennungsformen. Bericht zuhanden der Eidgenössischen Kommission gegen Rassismus (EKR), Neuchâtel 2003.
- Cla Reto Famos, Die öffentlichrechtliche Anerkennung von Religionsgemeinschaften im Lichte des Rechtsgleichheitsprinzips, Universitätsverlag, Fribourg 1999.